# Neofrón
Neofrón (Sición, 500 a. C.) fue un poeta trágico griego que escribió ciento veinte piezas dramáticas, de las que sólo conocemos un título: Medea, que inspiró la obra homónima de Eurípides. 
Neofrón inició una tendencia "realista" con la introducción del personaje del pedagogo y escenas en las que se interrogaba a los esclavos.